# Роберт Ладлам
Роберт Ладлам рођен је 25. маја 1927. године у Њујорку, а умро је 12. марта 2001. године у Нејплсу, Флорида. Познат као „отац трилера”, најчитанији је аутор овог жанра. Ладлам је издавао књиге и под псеудонимом Џонатан Рајдер и Мајкл Шепард. Написао је више од 30 романа.Последњих пет објављено је постхумно, а написали су их његови сарадници на основу Ладламових рукописа.

## Школовање и живот
Ладлам се школовао у The Rectory School Cheshire Academy и Wesleyan University u Мидлтаун, Конектикат. YЗа време свог школовања Ладлам се придружио братству Alpha Delta Phi. Позориште је, чини се, карма Ладламових. Робертов најближи рођак Едвард Ладлам био је један од најславнијих калифорнијских позоришних режисера, уметник у чијим су представама играле и највеће холивудске звезде попут Пола Њумена.Он је, наиме, режирао неколико епизода познате старе криминалистичке серије Мајк Хамер. Међутим, филмска слава Ладмалових била је суђена Роберту, као и слава мајстора шпијунског трилера. Бавио се у танчина областима из којих је црпео инспирацију: за потребе "Борновог идентитета" помно је проучавао амнезију.

## Каријера
Каријеру је започео као позоришни глумац и продуцент, што му је, како је сам тврдио, помогло да осмисли свој жанр у чијем је сижеу увек борба појединца са моћним тајним службама, њихово глобално удруживање, као и "рационални део" теорија завере. Иако су Ладламови трилери плод фикције, студиозно је проучавао чињенице и ситуације везане за тајне службе које су му и најчешћа тема, како би што уверљивије биле пренете у заплет његових дела. Лудлумови су романи објављени у 210 милиона примерака. Од првог романа из 1971. године (Наслеђе Скарлатијевих) он је готово сваке године објављивао по један нови роман и сви су дочекивани с одушевљењем читалачке публике. Дела су му преведена на тридесет и два језика, међу њима и на српски језик. Трилери снимљени по Ладламовим књигама нашли су се на топ листама најгледанијих филмова.

## Преводи на српском тржишту
Готово све Ладламове књиге преведене на наш језик доживеле су изванредну популарност.
- Кобна размена, Вулкан издаваштво, 2014.
- Борнова доминација, Вулкан издаваштво
- Борнова обмана, Вулкан издаваштво, 2012.
- Борнов двобој, Вулкан издаваштво, 2014.
- Борнов императив, Вулкан издаваштво, 2016.
- Борнова одмазда, Вулкан издаваштво, 2018.
- Борнова санкција, Вулкан издаваштво, 2010.
- Борнова издаја, Вулкан издаваштво
- Матарешки круг, Вулкан издаваштво, 2011.
- Холкрофтов пакт, Вулкан издаваштво, 2017.
- Смртоносна вендета, Вулкан издаваштво, 2009.
- Опасни прорачун, Вулкан издаваштво
- Фактор смрти, Вулкан издаваштво, 2010.
- У знаку близанаца, Вулкан издаваштво

## Објављена дела за време Ладламовог живота
- The Scarlatti Inheritance (1971)
- The Osterman Weekend (1972)
- The Matlock Paper (1973)
- Trevayne (1973., написано под псеудонимом Jonathan Ryder)
- The Cry of the Halidon (1974., написано под псеудонимом Jonathan Ryder)
- The Rhinemann Exchange (1974)
- The Road to Gandolfo (1975., написано под псеудонимом Michael Shephard)
- The Gemini Contenders (1976)
- The Chancellor Manuscript (1977)
- Holcroftova pogodba (1978)
- The Matarese Circle (1979)
- Bourneov identitet (1980)
- The Parsifal Mosaic (1982)
- The Aquitaine Progression (1984)
- Bourneova nadmoć (1986)
- The Icarus Agenda (1988)
- Bourneov ultimatum (1990)
- The Road to Omaha (1992)
- The Scorpio Illusion (1993)
- The Apocalypse Watch (1995)
- The Matarese Countdown (1997)

## Дела објављена после Ладламове смрти
Дела која су написали Ладламови сарадници на основу његових рукописа: 
- The Sigma Protocol (2001)
- The Janson Directive (2002)
- The Tristan Betrayal (2003)
- The Ambler Warning (2005)